# Lüder Mencke

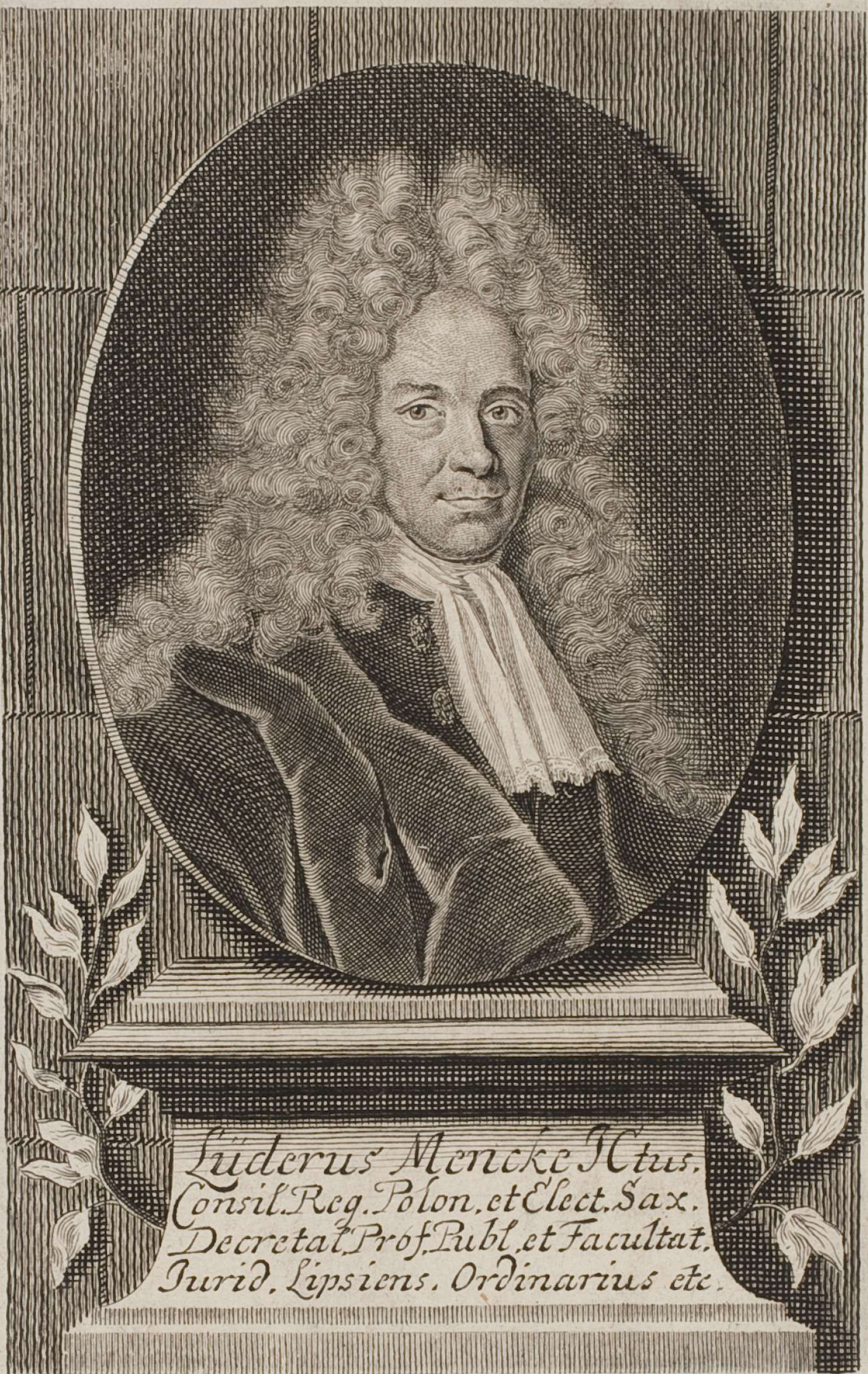
Lüder Mencke

Lüder Mencke (* 14. Dezember 1658 in Oldenburg; † 26. Juni 1726 in Leipzig) war ein deutscher Gelehrter und Jurist. Er war Professor an der juristischen Fakultät und 1707–1711 Rektor der Universität Leipzig.

## Leben
Lüder Mencke war ein Sohn des Oldenburger Kaufmanns Helmerich Mencke. Er besuchte die Schule in Nordhausen und Merseburg und studierte dann an den Universitäten Leipzig und Jena Jurisprudenz, unter anderem bei Georg Adam Struve. 1680 wurde er Magister in Leipzig, 1682 wurde ihm dort auch der Doktor der Rechte verliehen. August Mutzenbecher beschreibt ihn in der Allgemeinen Deutschen Biographie als „sehr kleinen, aber frommen und fleißigen“ Mann, dessen Vorlesungen und Schriften „außerordentlichen Beifall“ gefunden hätten.
1699 wurde er Beisitzer der Juristenfakultät, 1702 erhielt Mencke die ordentliche Professur für sächsisches und allgemeines Partikularrecht an der juristischen Fakultät der Universität Leipzig. Er wechselte 1705 auf den Lehrstuhl für Institutionen, 1708 auf den für Pandektenrecht, den er bis zu seinem Tod innehatte. 1707 und 1711 war er Rektor der Universität. Sein Vetter Otto Mencke war in dieser Zeit ebenfalls Professor in Leipzig (für Moral und Politik), außerdem Herausgeber der Gelehrtenzeitschrift Acta Eruditorum. Lüder Menckes Sohn Gottfried Ludwig Mencke wurde 1712 gleichfalls Professor an der Juristischen Fakultät.
Neben seiner Tätigkeit an der Universität war Lüder Mencke auch Mitglied des Oberhofgerichtes des Kurfürstentums Sachsen. Er war Säkularkanoniker der Domkapitel zu Naumburg (ab 1708) und Merseburg (ab 1709). Ab 1709 trug er den Titel Königlicher Rat. Ab 1720 war er zudem Richter in seinem Wohnort Gohlis, damals ein Vorort von Leipzig, dessen Gutsbesitzer er auch war.
Am 27. Juni 1681 heiratete Mencke in erster Ehe in Leipzig Dorothea Elisabeth († 5. August 1683 in Leipzig), die Tochter des Oberhofgerichtsprotonotars Johann Gottfried Trübe. Diese starb aber bei der Geburt ihres ersten Kindes Gottfried Ludwig Mencke. Seine zweite Ehe ging er am 30. Mai 1686 in Leipzig mit Rosine Elisabeth Horn († 14. November 1707 in Leipzig), der Witwe des Theologen und Freitagspredigers Daniel Griebner ein. Aus jener Ehe sind die Kinder Heinrich Otto (* 1690), Johanna Catharina (1691–1696), Magaretha Christina (* 1696; heiratete 1722 den Rechtsgelehrten Friedrich Alexander Künhold) bekannt. Seine dritte Ehe ging er am 25. Juli 1713 mit Christiane Sophia, verwitwete Schubart, der Tochter des Arztes Gottfried Adolf Suja ein. Diese Ehe blieb kinderlos.
Nach Lüder Mencke sind heute die Menckestraße und die Lüderstraße in Leipzig-Gohlis benannt.

## Varia
- Im Jahr 1723 gab es in Gohlis nachweislich die erste Betstunde für Alte, Kranke und Kinder im Gemeindehaus in der Dorfstraße (Menckestraße), ermöglicht vom Erb-, Lehn- und Gerichtsherrn Lüder Mencke.